# 3rd FAI Women’s European Hot Air Balloon Championship

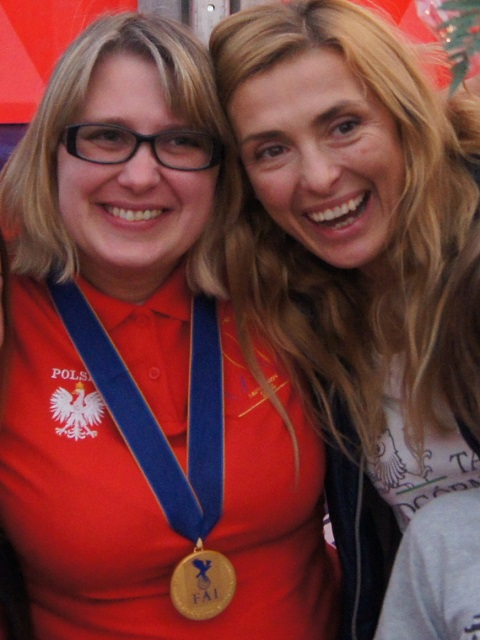
Europameisterin Ewa Prawicka mit Beata Choma (rechts)

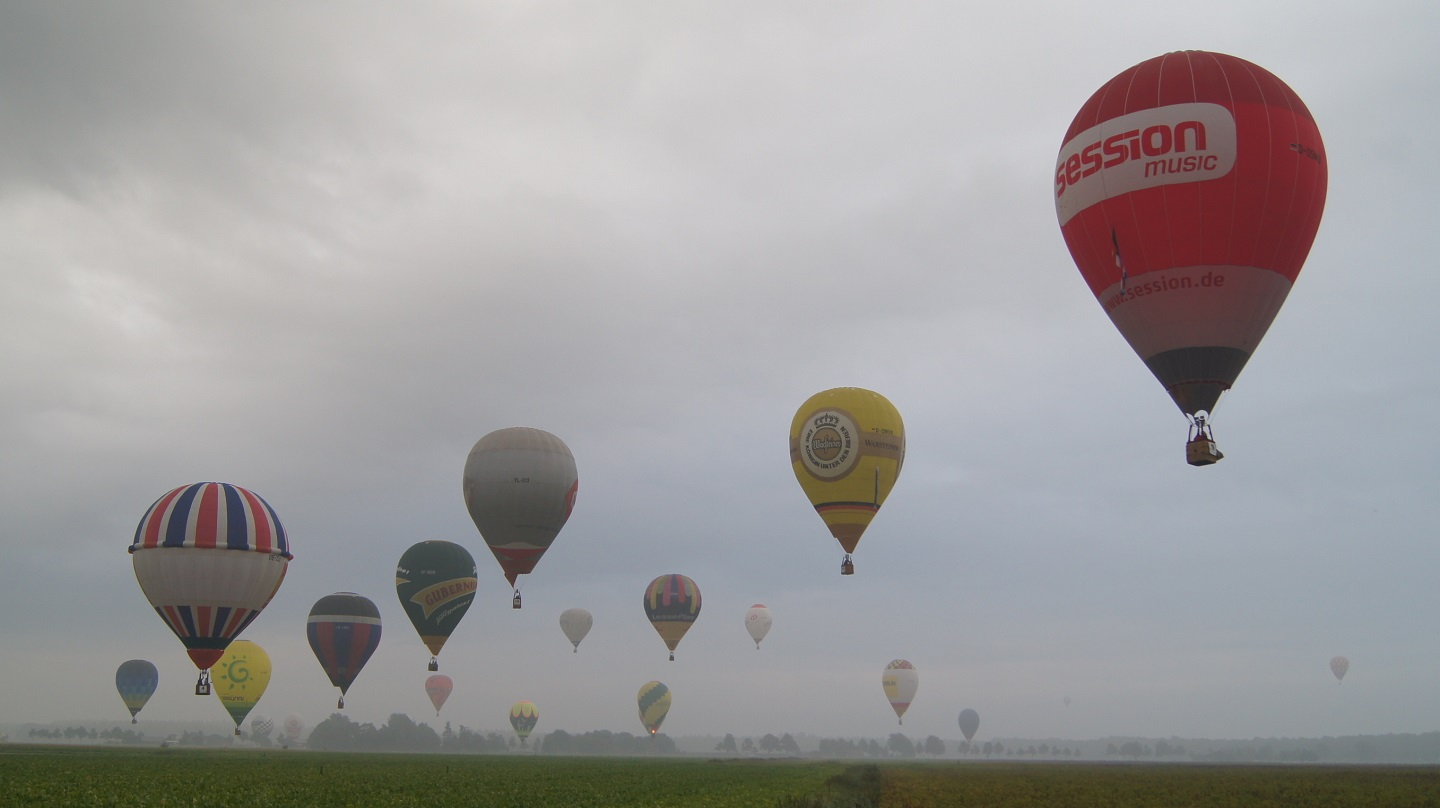
Fünfter Tag, dritte Fahrt

Die 3rd FAI Women’s European Hot Air Balloon Championship (deutsch Dritte FAI-Heißluftballon-Europameisterschaft der Frauen) fand 2015 im niederländischen Witteveen, Drenthe statt. Es nahmen 30 Pilotinnen aus 13 Ländern teil.
Europameisterin wurde Ewa Prawicka-Linke aus Polen. Die Silber- und die Bronzemedaillen errangen Daiva Rakauskaitė aus Litauen und Elisabeth Kindermann aus Österreich. Beste Deutsche war Sylvia Meinl auf Platz zehn. Als einzige Schweizerin kam Janet Haase auf Platz 19. Die beste Mannschaftsleistung zeigte die polnische Nationalmannschaft.
Wettbewerbsleiter war Mathijs De Bruijn. Der bisher einzige „dreifach gekrönte“ Ballonpilot David Levin (1948–2017) war Mitglied der dreiköpfigen Jury. – Einziger Startplatz, Briefingzentrum und Unterkunft der Teams war ein Ferienpark der Landal GreenParks.

## Verlauf
Nachdem am ersten Wettbewerbstag der Wind zu stark war, konnte am Morgen des 15. September erstmals gefahren werden. Beste der ersten Aufgabe Hesitation Waltz (eine Langsamfahrt) mit drei Zielen war Marketa Olszanova. Allerdings wurden ihr wegen einer Bodenberührung 100 Punkte abgezogen, sodass Ekaterina Larikova mit 979 Punkten führte. Gewinnerin der zweiten Aufgabe war die noch amtierende Europameisterin Lindsay Muir, die nach ihrer Landung die Ballonhülle vor neugierigen Kühen schützen musste. Nach zwei Aufgaben führte Simonavičiūtė vor Choma und Prawicka.

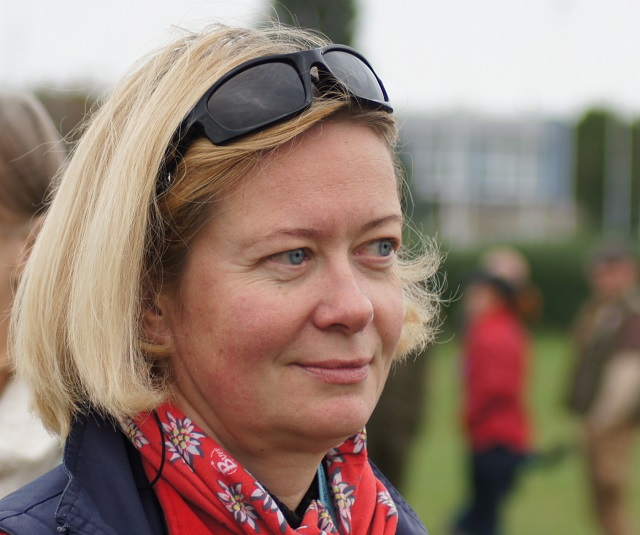
Vizeeuropameisterin Daiva Rakauskaitė 2012 & 2015

Nach der zweiten Fahrt am Morgen des dritten Tages war Kindermann vor Rakauskaitė, Choma und Prawicka auf Medaillenkurs. Die Aufgaben: Fahrt auf vorher deklariertes Ziel, Hesitation Waltz und Fahren eines dreidimensionalen Donuts lösten jeweils Kindermann, Vaituleviciute und Kloss am besten. Der kräftige Wind trieb bei der Landung drei Ballons in Entwässerungsgräben. Statt der gebrieften Aufgaben folgte am Abend die schwarze Flagge der Absage am Startplatz.
Die dritte, um zwei Aufgaben verkürzte Fahrt konnte am Morgen des fünften Tages absolviert werden. Siegerinnen bei den Aufgaben Fahrt auf ein vorgegebenes Ziel und Hesitation Waltz waren die Litauerinnen Sunaitiene und Simonavičiūtė. Kindermann hatte bei der letzten Aufgabe gepatzt. Nach Muir löste Prawicka mit 1631 Punkten diese beiden Aufgaben am besten und schob sich in der Endabrechnung vom vierten Platz auf den ersten.
| Tag           | Fahrt       | Aufgaben | Bemerkungen                       |
| ------------- | ----------- | -------- | --------------------------------- |
| 14. September | 0 – morgens |          | Einzige Trainingsfahrt: Team Ibes |
| 15. September | 0 – m./a.   |          | Wind: 35 Knoten                   |
| 16. September | 1 – morgens | 2        |                                   |
| 16. September | 0 – abends  |          | Regen                             |
| 17. September | 0 – morgens |          | Regen (Golfwettbewerb)            |
| 17. September | 0 – abends  | (2)      | am Startplatz abgesagt            |
| 18. September | 2 – morgens | 3        |                                   |
| 18. September | 0 – abends  |          | Wind                              |
| 19. September | 3 – morgens | 2        | Fahrt um 2 Aufgaben verkürzt      |
| 19. September | abends      |          | (für Reservefahrt)                |

## Resultate
| Rang | Pilotin                   | Nation                 | Punkte | Aufgabensiege |
| ---- | ------------------------- | ---------------------- | ------ | ------------- |
| 1    | Ewa Prawicka              | Polen                  | 5168   |               |
| 2    | Daiva Rakauskaitė         | Litauen                | 5049   |               |
| 3    | Elisabeth Kindermann      | Österreich             | 4939   | 1             |
| 4    | Beata Choma               | Polen                  | 4833   |               |
| 5    | Agne Simonavičiūtė        | Litauen                | 4615   | 1             |
| 6    | Ann Herdewyn              | Belgien                | 4420   |               |
| 7    | Stephanie Bareford        | Vereinigtes Königreich | 4398   |               |
| 8    | Daria Dudkiewicz-Golawska | Polen                  | 4389   |               |
| 9    | Marketa Olszanova         | Tschechien             | 4341   | (1)           |
| 10   | Sylvia Meinl              | Deutschland            | 4286   |               |
| 11   | Migle Vaituleviciute      | Litauen                | 4048   | 1             |
| 12   | Lindsay Muir              | Vereinigtes Königreich | 3934   | 1             |
| 13   | Ekaterina Larikova        | Russland               | 3852   | (1)           |
| 14   | Rita Becz                 | Ungarn                 | 3669   |               |
| 15   | Montserrat Llando-Gambin  | Spanien                | 3600   |               |
| 16   | Sanne Haarhuis            | Niederlande            | 3542   |               |
| 17   | Kristina Sunaitiene       | Litauen                | 3391   | 1             |
| 18   | Astrid Carl               | Deutschland            | 3388   |               |
| 19   | Janet Haase               | Schweiz                | 3383   |               |
| 20   | Maria Oparina             | Russland               | 3252   |               |
| 21   | Elise Kloss               | Deutschland            | 3114   | 1             |
| 22   | Kristine Vevere           | Lettland               | 3057   |               |
| 23   | Rita Naujaliene           | Litauen                | 2804   |               |
| 24   | Moniek van de Velde       | Belgien                | 2713   |               |
| 25   | Caroline Splinters        | Niederlande            | 2524   |               |
| 26   | Julia Selezneva           | Russland               | 2160   |               |
| 27   | Annelotte Tolboom         | Russland               | 2156   |               |
| 28   | Chloe Hallet              | Vereinigtes Königreich | 2155   |               |
| 29   | Siegrid Ibes              | Deutschland            | 1534   |               |
| 30   | Dolores Deimling          | Deutschland            | 1258   |               |